# Cyathura truncata
Cyathura truncata är en kräftdjursart som beskrevs av Dang 1965. Cyathura truncata ingår i släktet Cyathura och familjen Anthuridae. Inga underarter finns listade i Catalogue of Life.